# Kudoa ciliatae
Kudoa ciliatae is een microscopische parasiet uit de familie Kudoidae. Kudoa ciliatae werd in 1992 beschreven door Lom, Rohde & Dyková. 